# Hra o trůny (8. řada)
Osmá řada amerického fantasy televizního seriálu Hra o trůny měla premiéru v USA dne 14. dubna 2019 na stanici HBO, v Česku 15. dubna 2019 na HBO. Jedná se o poslední řadu seriálu. Natáčení bylo zahájeno 23. října 2017 a skončilo v červenci 2018. První díl s názvem Zimohrad měl v Česku premiéru 15. dubna 2019 na HBO.
Na rozdíl od prvních šesti řad, z nichž každá měla deset dílů, a sedmé, která měla sedm dílů, má osmá řada pouze šest dílů. Řadu pro televizi upravili David Benioff a D. B. Weiss.

## Seznam dílů
| Č. v seriálu | Č. v řadě | Původní název                  | Český název            | Režie                       | Scénář                      | Premiéra v USA  | Premiéra v Česku |
| ------------ | --------- | ------------------------------ | ---------------------- | --------------------------- | --------------------------- | --------------- | ---------------- |
| 68           | 1         | Winterfell                     | Zimohrad               | David Nutter                | Dave Hill                   | 14. dubna 2019  | 15. dubna 2019   |
| 69           | 2         | A Knight of the Seven Kingdoms | Rytíř Sedmi království | David Nutter                | Bryan Cogman                | 21. dubna 2019  | 22. dubna 2019   |
| 70           | 3         | The Long Night                 | Dlouhá noc             | Miguel Sapochnik            | David Benioff a D. B. Weiss | 28. dubna 2019  | 29. dubna 2019   |
| 71           | 4         | The Last of the Starks         | Poslední ze Starků     | David Nutter                | David Benioff a D. B. Weiss | 5. května 2019  | 6. května 2019   |
| 72           | 5         | The Bells                      | Zvony                  | Miguel Sapochnik            | David Benioff a D. B. Weiss | 12. května 2019 | 13. května 2019  |
| 73           | 6         | The Iron Throne                | Železný trůn           | David Benioff a D. B. Weiss | David Benioff a D. B. Weiss | 19. května 2019 | 20. května 2019  |